# معركة زنايم
بعد الهزيمة في معركة فاغرام، تراجع الأرشيدوق تشارلز شمالاً إلى بوهيميا على أمل إعادة تجميع قواته المهزومة. كما عانى الجيش الفرنسي أيضًا في المعركة ولم يقم بملاحقة فورية. ولكن بعد يومين من المعركة، أمر نابليون قواته بالتوجه شمالاً بهدف هزيمة النمساويين مرة واحدة وإلى الأبد. وفي نهاية المطاف تمكن الفرنسيون من اللحاق بالنمساويين في زنايم (زنويمو، جمهورية التشيك حاليًا) في 10 يوليو 1809.
عندما أدركوا أنهم غير قادرين على خوض معركة، اقترح النمساويون وقف إطلاق النار بينما ذهب الأرشيدوق تشارلز لبدء مفاوضات السلام مع نابليون.ومع ذلك، رفض المارشال أوغست دو مارمون الالتزام بوقف إطلاق النار وأرسل فيلقه الحادي عشر الذي يبلغ عدده نحو 10 آلاف رجل إلى المعركة. وبما أن مارمون كان يتفوق عليه عدديا بشكل كبير، لم يكن أمام أندريه ماسينا خيار سوى دعمه. بحلول 11 يوليو، انضمت قوات ماسينا إلى قوات مارمون في المعركة، لكن النمساويين عززوا أيضًا مواقعهم حول بلدة زنايم. بعد يومين من القتال غير المجدي، ومع تعرض كلا الجانبين لخسائر مماثلة وعدم حصول أي طرف على أي ميزة، وصل نابليون أخيرًا بأخبار الهدنة وأمر مارمون بإنهاء المعركة. كانت معركة زنايم آخر معركة بين النمسا وفرنسا في حرب التحالف الخامس.

## مقدمة

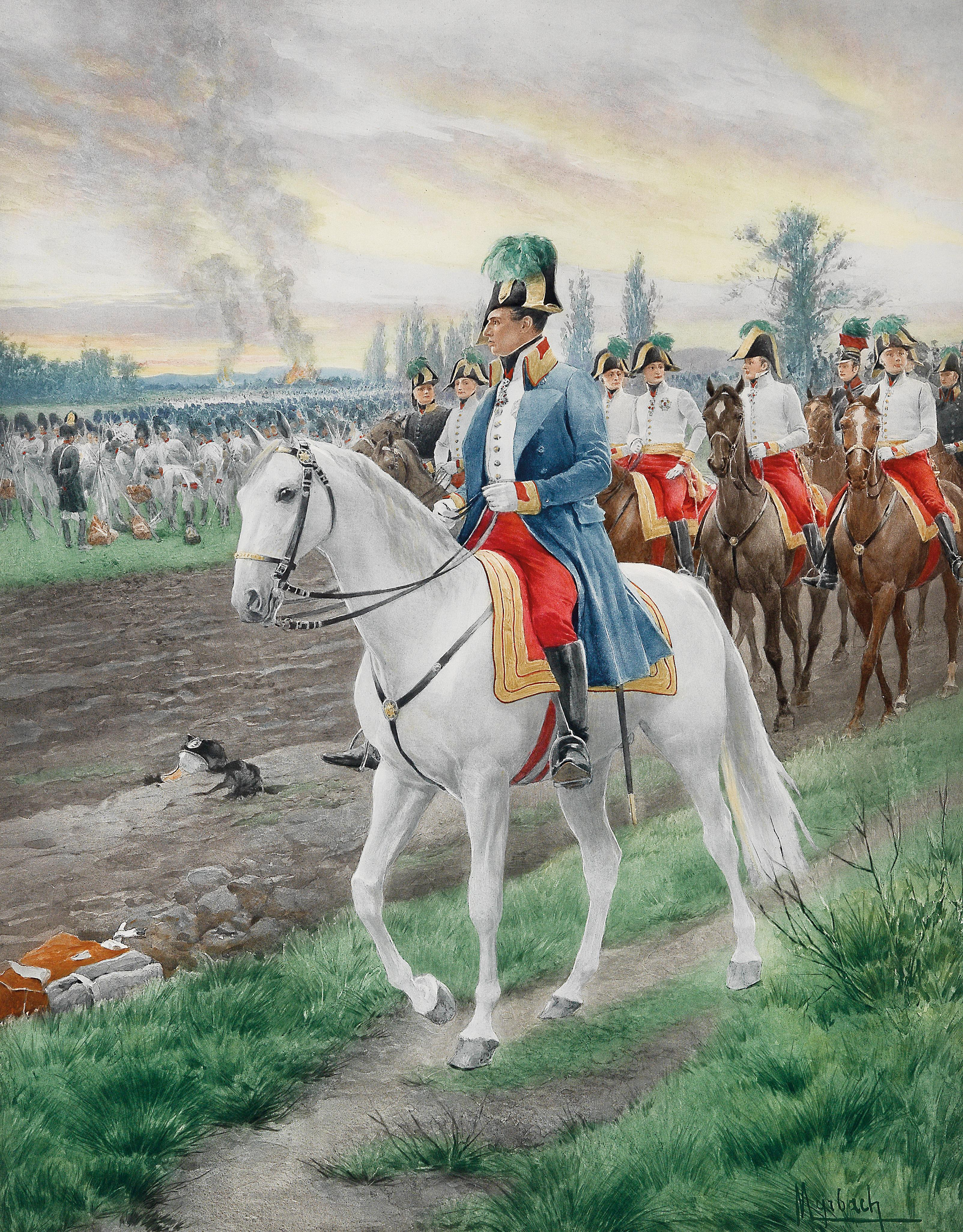
الأرشيدوق كارل مع ضباطه

كان السبب المباشر لمعركة زنايم التي استمرت يومين هو قرار القائد العام النمساوي، الأرشيدوق كارل، بشن هجوم على مؤخرة الجيش بالقرب من بلدة زنايم، على بُعد حوالي 80 كيلومترًا شمال فيينا، لإتاحة الوقت لجيشه لسحب قافلة أمتعته بأمان نحو مورافيا. كان فيلقا مارمون الفرنسي والبافاري المشتركان أول قوات نابليون تصل إلى الميدان متبعين مجرى نهر ثايا. وإيمانًا منه بأنه يواجه مؤخرة جيش فقط، أمر مارمون قواته البافارية بالاستيلاء على قرية تسويتز جنوب زنايم، بينما هاجمت بقية قواته قرية زوكرهاندل.

## المعركة
نجح البافاريون في اقتحام تسويتز، لكن التعزيزات النمساوية أخرجتهم بعد ذلك. جدد مارمون الهجوم البافاري، وتمت استعادة تسويتز، ولكن سرعان ما تم خسارتها. تغيرت ملكية القرية عدة مرات خلال اليوم، وكانت هذه المعركة هي أعنف المعارك التي شهدها البافاريون في الحملة بأكملها. كان مارمون يأمل في تحريك سلاح الفرسان خلف الحرس الخلفي النمساوي، ولكن عند الوصول إلى أرض مرتفعة فوق تسويتز، واجهوا خمسة فيالق معادية. أُجبر سلاح الفرسان الفرنسي على الانسحاب في مواجهة عدد كبير من الفرسان النمساويين. 
كان مارمون الآن منخرطًا في مواجهة 40 ألف جندي نمساوي وكان عددهم أقل بكثير. ومع ذلك، نجح رجاله في الاستيلاء على تسويتز وزوكرهاندل طوال الليل. سحب الأرشيدوق تشارلز قواته إلى موقع دفاعي قوي يهدف إلى الاحتفاظ بالضفة الشمالية لنهري ثايا وزنايم. وصل نابليون إلى تسويتز في الساعة العاشرة صباحًا، وعلى الرغم من أنه أحضر معه تعزيزات من سلاح الفرسان والمدفعية، إلا أنه اعتقد أن قواته كانت ضعيفة للغاية لشن هجوم واسع النطاق. وكانت خطته لذلك هي استخدام فيلق ماسينا لحصار النمساويين طوال اليوم وانتظار فيلق المارشالين لويس نيكولا دافوت ونيكولاس أودينو، اللذين سيكونان قادرين على الوصول في وقت قريب. شن ماسينا هجومه على أقصى يمين الموقع النمساوي في منتصف الصباح واستولى بسرعة على الجسر الرئيسي عبر نهر ثايا جنوب زنايم. واستولت قواته على قريتين صغيرتين ثم تقدمت مباشرة نحو زنايم. وفي الوقت نفسه، عزز تشارلز الموقف النمساوي بفرقتين، والتي تقدمت أثناء عاصفة رعدية وأجبرت الفرنسيين على التراجع في البداية. 

## نتائج
وفي حوالي الساعة السابعة مساء، سار ضباط الأركان الفرنسيون والنمساويون على طول الخطوط المتعارضة معلنين وقف إطلاق النار، مما أدى إلى توقيع هدنة في 12 يوليو 1809. كانت معركة زنايم بمثابة آخر معركة في حرب التحالف الخامس. وقّع الجانبان معاهدة سلام في قصر شونبرون في 14 أكتوبر 1809. 

## ملحوظات
1. ↑  Gill 2016، صفحة 260.
2. 1 2 3  Baker، Ralph (2006). Fremont-Barnes، Gregory (المحرر). The Encyclopedia of the French Revolutionary and Napoleonic Wars. Santa Barbara: ABC-CLIO. ص. 1112.
3. ↑  Gill 2020، صفحة 439.
4. ↑  Baker، Ralph (2006). Fremont-Barnes، Gregory (المحرر). The Encyclopedia of the French Revolutionary and Napoleonic Wars. Santa Barbara: ABC-CLIO. ص. 1111–1112.
5. ↑  Baker، Ralph (2006). Fremont-Barnes، Gregory (المحرر). The Encyclopedia of the French Revolutionary and Napoleonic Wars. Santa Barbara: ABC-CLIO. ص. 1112.Baker, Ralph (2006). Fremont-Barnes, Gregory (ed.). The Encyclopedia of the French Revolutionary and Napoleonic Wars. Santa Barbara: ABC-CLIO. p. 1112.

## فهرس
- Gill، John H. (2016). Leggiere، M. (المحرر). Napoleon and the Operational Art of War. Leiden: Brill. ISBN:978-90-04-27034-3.
- Gill، John H. (2020). The Battle of Znaim: Napoleon, The Habsburgs and the end of the War of 1809. Barnsley: Greenhill Books. ISBN:978-1784384500.